# Liste des épisodes d'iCarly
Cet article présente la liste des épisodes de la série télévisée américaine iCarly.

## Diffusion
| Saison | Saison | Épisodes | Épisodes | États-Unis        | États-Unis       | France             | France          |
| Saison | Saison | Épisodes | Épisodes | Début             | Fin              | Début              | Fin             |
| ------ | ------ | -------- | -------- | ----------------- | ---------------- | ------------------ | --------------- |
|        | 1      | 25       | 25       | 8 septembre 2007  | 25 juillet 2008  | 2 septembre 2009   | 3 mars 2010     |
|        | 2      | 25       | 25       | 27 septembre 2008 | 5 août 2009      | 17 novembre 2010   | 23 mars 2011    |
|        | 3      | 20       | 20       | 12 septembre 2009 | 26 juin 2010     | 14 avril 2011      | 27 juillet 2011 |
|        | 4      | 13       | 13       | 30 juillet 2010   | 11 juin 2011     | 1er septembre 2011 | 25 janvier 2012 |
|        | 5      | 11       | 11       | 13 août 2011      | 21 janvier 2012  | 17 avril 2013      | 10 juillet 2013 |
|        | 6      | 15       | 15       | 24 mars 2012      | 23 novembre 2012 | 12 novembre 2014   | 27 février 2015 |

## Liste des épisodes

### Saison 1 (2007-2008)
1. Que le spectacle commence (iPilot) (101)
2. Recherche téléspectateurs (iWant More Viewers) (103)
3. On peut toujours rêver (iDream of Dance) (113)
4. J'adore Jake (iLike Jake) (102)
5. Carly veut rester avec Spencer (iWanna Stay with Spencer) (105)
6. Nevelocity (iNevel) (104)
7. Joyeux Halloween (iScream on Halloween) (114)
8. Espionnage (iSpy a Mean Teacher) (106)
9. Freddie a une copine (iWill Date Freddie) (108)
10. Champion du monde (iWant a World Record) (107)
11. Nevel pirate iCarly (iRue the Day) (115)
12. La Promesse (iPromise Not to Tell) (118)
13. La Plus Grande des fans (iAm Your Biggest Fan) (110)
14. Naissance d'un artiste (iHeart Art) (109)
15. Un petit ami très envahissant (iHate Sam's Boyfriend) (120)
16. Poussins.com (iHatch Chicks) (111)
17. Je ne veux pas d'embrouilles (iDon't Want to Fight) (112)
18. Mauvaise promotion (iPromote Techfoots) (117)
19. J'ai été collé (iGot Detention) (116)
20. Les vidéos pirates (iStakeout) (121)
21. En route pour l'université (iMight Switch Schools) (122)
22. Adversaires (iFence) (123)
23. On passe à la télé (iCarly Saves TV) (119)
24. Je gagne un rencard (iWin a Date) (124)
25. Ma prof est folle (iHave a Lovesick Teacher) (125)

### Saison 2 (2008-2009)
1. Je l'ai vu la Première (iSaw him first) (204)
2. Pak-Rat (iStage an Intervention) (205)
3. Pour une poignée de dollars (iOwe you) (206)
4. J'embête Lewbert (iHurt Lewbert) (207)
5. Carly va au Japon ou ICarly va au Japon (1/3) (iGo to Japan (1/3)) (201)
6. Carly va au Japon ou ICarly va au Japon (2/3) (iGo to Japan (2/3)) (202)
7. Carly va au Japon ou ICarly va au Japon (3/3) (iGo to Japan (3/3)) (203)
8. C'est pas de la tarte (iPie) (208)
9. Spencer est Normal (iChristmas) (209)
10. Le Premier Baiser (iKiss) (210)
11. Le concours (iGive away a car) (211)
12. Que le meilleur chante (iRocked the vote) (215)
13. Meilleurs Enemis (iMeet Fred) (212)
14. Trop jeunes pour ça (iLook Alike) (213)
15. Il faut sauver iCarly.com (iWant My Website Back) (219)
16. Sam devient gentille (iMake Sam Girlier) (216)
17. La Semaine Verte (iGo Nuclear) (214)
18. Carly & Clyde 1ère partie (iDate a Bad Boy (1/2))
19. Carly & Clyde 2ène partie (iDate a Bad Boy (2/2))
20. La Meilleure Amie (iReunite with Missy)
21. iCarly contre Dingo Channel (iTake on Dingo)
22. Dessine moi un lapin (iMust Have Locker 239)
23. Melanie (iTwins)
24. Le Combat (1/2) (iFight Shelby Marx (1/2))
25. Le Combat (2/2) (iFight Shelby Marx (2/2))

### Saison 3 (2009-2010)
1. L'aveu (iThink They Kissed)
2. Le concours de cuisine (iCook)
3. Le bal des Demoiselles (iSpeed Date)
4. Les iCarly Awards (iCarly Awards)
5. Le principal Franklin (iHave My Principals)
6. L'amour perdu de Lewbert (iFind Lewbert's Lost Love)
7. Freddie déménage ! (iMove Out)
8. La séparation (1/2) (iQuit iCarly (1/2))
9. La séparation (2/2) (iQuit iCarly (2/2))
10. Freddie, mon héros (iSaved Your Life)
11. Le concours de beauté (iWas a Pageant Girl)
12. Gibby perd son sang froid (iEnrage Gibby)
13. iCarly dans l'espace (iSpace Out)
14. La pop star (iFix a Pop Star)
15. Le bêtisier d'iCarly (iBloop)
16. Le rendez-vous de Spencer (iWon't Cancel the Show)
17. Bigfoot (iBelieve in Bigfoot)
18. La Psychopathe (1/2) (iPsycho (1/2))
19. La Psychopathe (2/2) (iPsycho (2/2))
20. Vague de chaleur (iBeat the Heat)

### Saison 4 (2010-2011)
1. L'anniversaire de Carly (iGot a Hot Room)
2. Sam et sa mère (iSam's Mom)
3. Le roi de la blague (iGet Pranky)
4. Les blaguo-shirt (iSell Penny-Tees)
5. Je le veux (iDo)
6. iCarly lance la guerre des fans partie 1 (iStart a Fan War (1/2))
7. iCarly lance la guerre des fans partie 2 (iStart a Fan War (2/2))
8. Le stagiaire (iHire an Idiot)
9. Pitié pour Nevel ! (iPity the nevel)
10. Révélation (iOMG)
11. iCarly et Victorious : Le Face à Face (1/3) (iParty with Victorious (1/3))
12. iCarly et Victorious : Le Face à Face (2/3) (iParty with Victorious (2/3))
13. iCarly et Victorious : Le Face à Face (3/3) (iParty with Victorious (3/3))

### Saison 5 (2011-2012)
1. J'ai perdu la tête (iLost my Mind)
2. En couple avec Sam & Freddie (iDate Sam & Freddie)
3. Insupportable ! (iCan't Take It)
4. Je t'aime (iLove You)
5. L'intello (iQ)
6. Christopher Cane présente (iBloop 2 : Electric Bloopaloo)
7. Nora, à la folie ! (1/2) (iStill Psycho (1/2))
8. Nora, à la folie ! (2/2) (iStill Psycho (2/2))
9. Plein les yeux (iBalls)
10. iCarly rencontre la Première Dame des États-Unis (iMeet The First Lady)
11. Grosses galère et gâteaux gras (iToe fat Cakes)

### Saison 6 (2012)
1. Poisson d'avril (iApril Fools)
2. L'épidémie des one direction' (iGo One Direction)
3. Le restaurant (iOpen a Restaurant)
4. Demilloween (iHalfoween)
5. Le Pear store (iPear Store)
6. Chip la terreur (iBattle Chip)
7. L'Amérique sous le choc jimmyfallon!(1/2) (iShock America (1/2))
8. L'Amérique sous le choc Jimmyfallon!(2/2) (iShock America (2/2))
9. Banni (iGet Banned)
10. Des amis pour Spencer (iFind Spencer Friends) (Apparition d'Emma Stone)
11. Sauvez Carly (iRescue Carly)
12. J'ai perdu ma tête à Vegas (iLost My Head in Vegas)
13. Le vol (iBust a Thief)
14. Au Revoir Première partie (iGoodbye (1/2))
15. Au Revoir Deuxième partie (iGoodbye (2/2))